# Avram Herško
Avram Herško (hebrejsky:אברהם הרשקו; narozen 31. prosince 1937, Karcag, Maďarsko), rodným jménem Herskó Ferenc je izraelský biochemik maďarského původu a nositel Nobelovy ceny za chemii.

## Biografie
Herško se narodil roku 1937 v maďarském městě Karcag. Pět let po druhé světové válce jeho rodina provedla aliju do Izraele. V roce 1969 absolvoval na Hebrejské univerzitě v Jeruzalémě v oboru medicíny a poté dokončil postgraduální studia na Kalifornské univerzitě v San Franciscu u doktora Gordona Tomkinse. V letech 1965–1967 působil jako lékař v izraelské armádě. Působí jako akademik na Technionu v Haifě.

### Nobelova cena
V roce 2004 získal Nobelovu cenu za chemii za objev proteolýzy zprostředkované ubikvitínem. Proteolýza zprostředkovaná ubikvitínem má hlavní roli při udržování homeostázy buněk a má se za to, že má vliv na průběh některých procesů chorob, jako:
- imunitní a zánětlivá reakce
- svalové a neurologické poruchy
- rakovina
- cystická fibróza

## Ocenění a uznání
- 1987 – Weizmannova cena za vědu (Izrael)
- 1993 – Zvolený do Evropské molekulové biologické organizace
- 1994 – Izraelská cena za biochemii a medicínu
- 1999 – Wachterova cena, spolu s A. Ciechanoverem
- 1999 – Gairdner International Award, udělená Gairdner Foundation, Canada (s A. Varshavskym)
- 2000 – ocenění Alberta Laskera za základní medicínský výzkum
- 2004 – Nobelova cena za chemii

## Knihy
- Herško, A., Ciechanover, A., Rose, I.A. Resolution of the ATP-dependent proteolytic system from reticulocytes: A component that interacts with ATP. 1979, Proc. Natl. Acad. Sci. USA 76, pp. 3107–3110.
- Herško, A., Ciechanover, A., Heller, H., Haas, A.L., Rose I.A. Proposed role of ATP in protein breakdown: Conjugation of proteins with multiple chains of the polypeptide of ATP-dependent proteolysis. 1980, Proc. Natl. Acad. Sci. USA 77, pp. 1783–1786.
- Ciechanover, A., Elias, S., Heller, H. Herško, A. Covalent affinity purification of ubiquitin-activating enzyme. 1982, J. Biol. Chem. 257, 2537–2542.
- Herško, A., Heller, H., Elias, S. Ciechanover, A. Components of ubiquitin-protein ligase system: resolution, affinity purification and role in protein breakdown. J. Biol. Chem. 258, 1983, 8206-8214.
- Herško, A., Leshinsky, E., Ganoth, D. Heller, H. ATP-dependent degradation of ubiquitin-protein conjugates. 1984, Proc. Natl. Acad. Sci. USA 81, 1619–1623.
- Herško, A., Heller, H., Ejtan, E., Reiss, Y. The protein substrate binding site of the ubiquitin-protein ligase system. 1986, J. Biol. Chem. 261, 11992-11999.
- Ganoth, D., Leshinsky, E., Ejtan, E., Herško, A. A multicomponent system that degrades proteins conjugated to ubiquitin. Resolution of components and evidence for ATP-dependent complex formation. 1988, J. Biol. Chem. 263, 12412-1241.